# Kosawat Wongwailikit
Kosawat Wongwailikit (thailändisch โกศวัต ว่องไวลิขิต, * 17. Februar 1988 in Phetchabun) ist ein thailändischer Fußballspieler.

## Karriere
Kosawat Wongwailikit stand von 2013 bis 2014 beim Osotspa FC unter Vertrag. Wo er vorher gespielt hat, ist unbekannt. Der Verein spielte in der höchsten thailändischen Liga, der Thai Premier League. Für Osotspa absolvierte er 48 Erstligaspiele. 2015 wechselte er zum ebenfalls in der ersten Liga spielenden Ratchaburi Mitr Phol nach Ratchaburi. Für den Verein absolvierte er fünf Erstligaspiele. 2016 verpflichtete ihn der Erstligaaufsteiger Sukhothai FC. 2016 gewann er mit Chainat den FA Cup. Aufgrund des Todes von König Bhumibol Adulyadej wurde der Wettbewerb 2016 im Halbfinale abgebrochen und allen vier verbliebenen Teilnehmern (Chainat Hornbill FC, Chonburi FC, Ratchaburi Mitr Phol, Sukhothai FC) der Titel zugesprochen. Für den Klub aus Sukhothai spielte er dreimal erstklassig. Anfang 2017 nahm ihn sein ehemaliger Verein Ratchaburi wieder unter Vertrag. Der Vertrag wurde im Februar des gleichen Jahres wieder aufgelöst. Bis zur Rückserie 2017 war er vertrags- und vereinslos. Die Rückserie 2017 spielte er in Rayong beim Zweitligisten PTT Rayong FC. Nach Saisonende wurde sein Vertrag nicht verlängert.
Seit dem 1. Januar 2018 ist Kosawat Wongwailikit vertrags- und vereinslos.

## Erfolge
Sukhothai FC
- FA Cup: 2016